# Trigoniulus lawrencei
Trigoniulus lawrencei är en mångfotingart som beskrevs av Karl Wilhelm Verhoeff 1939. Trigoniulus lawrencei ingår i släktet Trigoniulus och familjen Trigoniulidae. Inga underarter finns listade i Catalogue of Life.